# Vindeln
Vindeln é uma pequena cidade da província histórica da Västerbotten. Está situada a 54 km a noroeste da cidade de Umeå. Tem cerca de 2 356 habitantes e é a sede do município de Vindeln, no condado da Västerbotten, situado no norte da Suécia.